# Zohdy Qardy
Zohdy Qardy (Nahf, 1972) es un artista plástico palestino.

## Trayectoria
Estudió en la  Academia de arte e industria de San Petersburgo en los años 1990. Su obra juega con formas geométricas y no geométricas y ha participado en exposiciones individuales y colectivas,